# Mark Stanhope
Mark Stanhope (26 maart 1952) is een Britse admiraal die van juli 2009 tot april 2013 de First Sea Lord was.
Hij heeft gestudeerd aan de London Nautical School. Stanhope heeft het bevel gevoerd over de onderzeeërs HMS Orpheus van 1981 tot 1983 en HMS Splendid van 1986 tot 1989. Voorts heeft hij van 1991 tot 1993 over het fregat HMS London het bevel gevoerd. Ten slotte heeft hij van 1998 tot 2000, tijdens een operatie in Sierra Leone het bevel gevoerd over de HMS Illustrious.
Stanhope studeerde aan de Universiteit van Oxford.

## Militaire loopbaan
- Naval Cadet: 1970
- Sub-Lieutenant: 1 september 1972
- Lieutenant: 1 mei 1977
- Lieutenant Commander: 16 oktober 1982
- Commander: 30 juni 1986
- Captain: 30 juni 1991
- Rear Admiral: 1998-2000
- Vice Admiral: 2002
- Admiral: 10 juli 2004

## Decoraties
- Ridder Grootkruis in de Orde van het Bad in 2010
- Ridder Commandeur in de Orde van het Bad in 2004
- Officier in de Orde van het Britse Rijk in 1989
- Herinneringsmedaille ter gelegenheid van het Gouden Jubileum van Koningin Elizabeth II van Groot-Brittannië in 2002
- Medaille voor het Diamanten Jubileum van Elizabeth II in 2012
- Officier in het Legioen van Verdienste